# Einar Söderbäck
Emil Einar Söderbäck, född 3 december 1887 i Hedvigs församling i Norrköping, död 8 augusti 1961, var en svensk skådespelare.
Han är begravd på Sandsborgskyrkogården i Stockholm.

## Filmografi
- 1958 – Jazzgossen
- 1955 – Sommarnattens leende
- 1953 – Sommaren med Monika
- 1950 – Kvartetten som sprängdes
- 1947 – Rallare
- 1946 – Driver dagg faller regn
- 1945 – Mans kvinna